# Ladislav Kuna
Ladislav Kuna (Hlohovec, 3 marzo 1947 – Bratislava, 1º febbraio 2012) è stato un allenatore di calcio e calciatore cecoslovacco, di ruolo centrocampista.

## Carriera
Cresciuto calcisticamente nello Slovan di Hlohovec, la sua città natale, debutta nello Spartak nella stagione 1964-65 imponendosi sin da quella successiva come il fulcro del centrocampo, il "mozgom" ossia il cervello della squadra. Dai suoi piedi partono le manovre che consentono alla squadra ripetuti successi nel campionato cecoslovacco e ottime campagne europee (in particolare quella del 1969 con la semifinale contro l'Ajax).
Fu eletto calciatore cecoslovacco dell'anno nel 1969 e fu soprannominato "Král Trnavy", il re di Trnava.
Disputerà 47 partite con la maglia della Cecoslovacchia, dal debutto nel maggio 1966 contro l'Unione Sovietica all'ottobre 1974 contro l'Inghilterra a Wembley. Tre di queste durante la fase finale dei campionati del mondo del 1970 in Messico.
Nel 2006 diviene presidente dello Spartak Trnava.

## Palmarès

### Giocatore

#### Club

##### Competizioni nazionali
- Campionato cecoslovacco: 5

Spartak Trnava: 1967-1968, 1968-1969, 1970-1971, 1971-1972, 1972-1973
- Coppa di Cecoslovacchia: 2

Spartak Trnava: 1970-1971, 1974-1975

##### Competizioni internazionali
- Coppa Mitropa: 1

Spartak Trnava: 1966-1967

#### Individuale
- Calciatore cecoslovacco dell'anno: 1

1969